# Mohamed Ali Yacoubi
Mohamed Ali Yacoubi (Kairouan, 5 de outubro de 1990) é um futebolista profissional tunisiano que atua como defensor.

## Carreira
Mohamed Ali Yacoubi representou o elenco da Seleção Tunisiana de Futebol no Campeonato Africano das Nações de 2017.